# Laliostoma labrosum
Laliostoma labrosum là một loài ếch trong họ Mantellidae. Chúng là đại diện duy nhất của chi Laliostoma và không bị đe dọa tuyệt chủng. Đây là loài đặc hữu của Madagascar.
Các môi trường sống tự nhiên của chúng là các khu rừng ẩm ướt đất thấp nhiệt đới hoặc cận nhiệt đới, xavan khô, xavan ẩm, vùng cây bụi khô khu vực nhiệt đới hoặc cận nhiệt đới, đồng cỏ khô nhiệt đới hoặc cận nhiệt đới vùng đất thấp, đầm nước ngọt có nước theo mùa, sa mạc nóng, đất canh tác, vùng đồng cỏ, vườn nông thôn, các vùng đô thị, ao, đất nông nghiệp có lụt theo mùa, và kênh đào và mương rãnh.